# أنطونيو إسكوتادو
أنطونيو إسكوتادو إسبينوسا (5 يوليو عام 1941 - 21 نوفمبر عام 2021) هو فيلسوف وفقيه قانوني وكاتب مقالات وأستاذ جامعي إسباني. ركزت الأعمال التي كتبها خلال حياته على مجالات القانون والفلسفة وعلم الاجتماع بصورةٍ رئيسية وتعدتها لتشمل غيرها من الاختصاصات العديدة. اشتهر إسكوتادو بين عامة الناس بأبحاثه حول المخدرات ومواقفه الشهيرة المناهضة لحظرها. يعد كتاب التاريخ العام للمخدرات من أكثر الكتب إلمامًا على الإطلاق في ما يخص موضوع المخدرات بأي لغة من اللغات على مستوى الوسط الأكاديمي. تتمحور الفكرة المهيمنة في أعماله حول التأكيد على دور الحرية في مجابهة المخاوف أو القيود التي تدفع الإنسان نحو العبودية على اختلاف أشكالها.

## نشأته

### الانتقال من البرازيل إلى إسبانيا
كان والده رومان إسكوتادو صحفيًا وكاتبًا فلانخيًا يكتب تحت اسم آريل. تولى رومان إسكوتادو منصب مدير البث والبرامج في الإذاعية الوطنية الإسبانية إبان الحقبة الديكتاتورية الفرانكوية فضلًا عن عمله محررًا لمجلة فلانخس الشهرية المتخصصة بالشؤون الإيطالية الإسبانية والتي اعتبرت مثالًا بارزًا عن التواطؤ الفاشي الإيطالي الإسباني حتى صدرت في نهاية المطاف توجيهات بجعلها ملحقًا صحفيًا في السفارة الإسبانية بالبرازيل.
واجه أنطونيو حين عادت عائلته من البرازيل إلى إسبانيا تناقضًا مباغتًا بين الجنة الإستوائية التي عاشها في البرازيل خلال بدايات طفولته والمجتمع الإسباني الجامد والقاسي القابع تحت حكم فرانكو. أمضى إسكوتادو صيفين في خدمة المليشيا وغالبًا ما قضاهما محبوسًا في زنزانة لأن خيمته «أضحت معقلًا للخطب الماركسية والعصيان». قام في وقتٍ لاحق بالترتيبات المطلوبة من أجل الالتحاق في صفوف قوات الفيت كونغ في حربهم على الولايات المتحدة غير أن إصابته بالتهاب الكبد المزمن أدت إلى تقليص مدة خدمته العسكرية.

### أولى الأعمال المنشورة
بدأ إسكوتادو بنشر أعماله مع خوسيه أورتيغا سبوتورنو. كانت مقالة إسكوتادو التي حملت عنوان «المهلوسات والعالم اليومي» أول محاولة له للتوغل في هذا المجال. احتوت المقالة على التجارب التي وصفها كل من ميشو وهكسلي.
قدم إسكوتادو أطروحة الدكتوراه خاصته التي حملت عنوان «الفلسفة الأخلاقية لهيغل صغيرًا» في عام 1970. أثارت الأطروحة بعد نشرها تحت عنوان «الوعي غير السعيد: مقالة حول الفلسفة الدينية لهيغل» (1972) سجالًا أكاديميًا. أدرج الفاتيكان الأطروحة ضمن دليله للكتب المحرمة المهرطقة وذلك على الرغم من فوزها بجائزة النقد الجديد.
تناول كتابه التالي «ماركوزه: الطوبائية والمنطق» التوافق بين ماركس وهيغل وفرويد طبقًا لما طرحه هربرت ماركوزه.

## السنوات التي قضاها في إبيثا
تميزت جزيرة إبيثا خلال السبعينيات بمنازلها الريفية التقليدية والتي صُممت باستعمال تقنيات بناء متوارثة حتى لم تكن الكهرباء أو المياه الجارية تصل إليها غير أنها كانت بخسة للغاية. حولت هذه المنازل إلى ما يشبه الأديرة المكرسة للحياة الجماعية والتقاليد المشتركة. رغم امتلاك أقلية من الأفراد لعربات فإن المشي أو استوقاف السيارات كانا من سبل التنقل الكافية التي عملت على تعزيز حياة اجتماعية زاخرة. قاد تجريب إسكوتادو للمواد المؤثرة بصريًا مثل ثنائي إيثيل أميد حمض الليسرجيك إلى كتابته لأطروحة ميتافيزيقية حول الموضوع. نظم إسكوتادو خلاصة معارف الفلاسفة ما قبل السقراطيين بحسب الموضوع وذلك من خلال دراسته للنصوص الفلسفية القديمة على غرار علم الطبيعة ودراسة المدن وتطور الفكر اليوناني من طاليس إلى سقراط.

### منزل آمنيسيا
ترجم إسكوتادو أكثر من أربعين كتابًا لصالح عدة ناشرين خلال الفترة الممتدة من عام 1970 حتى عام 1983. كان من بينها كتاب أنثولوجيا ضخم ضم في صفحاته أعمالًا من تأليف جيفرسون وكتاب اللفياثان من تأليف هوبز وكتاب الأصول الرياضية للفلسفة الطبيعية من تأليف نيوتون.
بادر إسكوتادو إلى تحويل أحد المنازل الريفية الكبيرة إلى مقر لاجتماع جماعته في عام 1976 ليغدو هذا المكان مزودًا بالآلات الموسيقية. أصبح هذا المنزل الذي حمل اسم «آمنيسيا» من أشهر صالات الرقص في العالم.

### كتاب «العاهرات والأزواج»
كانت المقالة التي حملت عنوان «قصص عائلية: أربع أساطير حول الجنس والتكليف» أول مقالة أنثربولوجية يكتبها إسكوتادو. يأتي هذا العمل على ذكر نموذج الزواج الذي يمثله كل من مريم ويوسف على ضوء مقارنة علاقتهما مع علاقة غلغامش بعشتار وعلاقة زيوس بهارا وعلاقة هرقل بديانيرا. تدلل هذه الشخصيات الخالدة بحسب تقدير إسكوتادو على وجود حالة من التوتر البدائي في النمط الأولي للأسرة. أعيد كتابة هذا المؤلف وإصداره تحت عنوان «العاهرات والأزواج».

### الإدانة
بدأ إسكوتادو في الدخول بمشاكل مع الشرطة المحلية بعد تأسيسه آمنيسيا ووصل الأمر لذروته مع ملاحقة السلطات لتجار الكوكايين في عام 1983 إذ اتهمته السلطات بقيادة «مافيا للهيبيين» متخذًا من عمله ككاتب وأستاذ غطاءً لنشاطاته. عاد إسكوتادو إلى الجامعة الوطنية للتعليم عن بعد ليعمل فيها أستاذًا مساعدًا بدوام جزئي في عام 1980. كتبت دورية دياريو 16 حول الأمر معقبةً: «أستاذ الأخلاقيات هو تاجر مخدرات ثقيلة». تفاقمت الفضيحة حين نشرت صحيفة إل باييس مقال رأي لإسكوتادو بعد يومين. ادعى إسكوتادو في المقال بأنه وقع ضحية كمين نصب له في عملية تجارة مخدرات كان فيها الباعة والشراة رجالًا في شرطة.
عُقدت جلسة المحاكمة الخاصة بالإجراءات الجنائية بعد خمس سنين حين اتِهم إسكوتادو بمحاولة الاتجار المخدرات. استُعيض عن هذا المفهوم في القانون الجنائي الإسباني بمبدأ نظام السوابق الإجرامية أو نصب المكين. اختار إسكوتادو قضاء «عطلة متواضعة مدفوعة» لمدة عام واحد في الحبس الإنفرادي بإصلاحية قونكة عوضًا عن استئناف الحكم الصادر بحقه. مكنه ذلك من العمل دون انقطاع ولم يحصل على شيء سوى البريد والطعام اللذين مُررا إليه عبر شق في الباب.

### التعليم وأبحاثه
تعد فترة الخمس سنوات التي قضاها إسكوتادو ما بين ملاحقته وسجنه خلف القضبان من أكثر الأوقات إبداعًا وإنتاجًا في سيرته المهنية. إذ نشر خلال كل عام كتابًا واحدًا فضلًا عن كتابته لعواميد رأي شهرية في صحيفة إل باييس. أثارت مواجهة كلامية على التلفاز بين إسكوتادو والمفوض الأعلى للمواد المخدرة ضجة كبيرة حينذاك. نظم إسكوتادو مقررين دراسيين صيفيين حول موضوعي علم الأدوية والعصيان المدني بالاشتراك مع متحدثين آخرين من أمثال ألبرت هوفمان وتوماس ساس وأليكسندر شولغن. حطم هذين المقررين أرقام حضور قياسية. وأثار هذا موجة من المناظرات التلفزيونية حول قضية حظر المخدرات.
أصبح إسكوتادو أستاذًا دائمًا مسؤولًا عن فلسفة ومنهجية العلوم الاجتماعية في الجامعة الوطنية الإسبانية للتعليم عن بعد وظل في منصبه هذا إلى حين تقاعده. أصبح لديه «جيش من الأتباع وجحافل من الذامين» بعد نشره لكتاب التاريخ العام للمخدرات.
تناولت مقالته «أصحاب الجلالة والجرائم والضحايا» موضوع علم الاجتماع القانوني مستعرضةً لمحة عامة عن مجموعة من الجرائم التي تبدو متفرقة ظاهريًا على غرار الدعاية غير المشروعة والمثلية الجنسية والردة والقتل الرحيم والتجديف والدعارة وممارسة السحر والبدع الدوائية ووسائل منع الحمل والإباحية. بيد أن هذه الأمور يجمعها قاسم مشترك ألا وهو «هدم الحدود الفاصلة بين الأخلاق والقانون والتي تخلق آثارًا مفسدةً حتمية لكلا المجالين». خلص إسكوتادو بعد تحليل المظاهر العديدة لهذه الجرائم إلى اعتبار إدانة القانون لخدمات يبتغيها البالغون بين بعضهم طواعيةً أو التعبير العلني عن أفكار محظورة بأنه يمثل في حقيقة الأمر جرائم ضد الضحية المزعومة إذ لا يُأخذ التظلم من طرف شخص حقيقي محدد بل من قبل سلطة ذات أصل ديني تعلن نفسها طرفًا تعرض للإساءة دون أن يكون لها يد في الحادث.